# Alaomorphus
Alaomorphus is een geslacht van kevers uit de familie  
kniptorren (Elateridae).
Het geslacht is voor het eerst wetenschappelijk beschreven in 1900 door Hauser.

## Soorten
Het geslacht omvat de volgende soort:
- Alaomorphus candezei Hauser, 1900